# Lupe Carriles
María Guadalupe Carriles Mejía (25. prosince 1913, Jalisco, Mexiko – 6. února 1964, Ciudad de México, Mexiko), známá jako Lupe Carriles, byla mexická herečka.

## Životopis
Carriles debutovala v divadle v roce 1928 s hereckou společností José Campilla.
Později přes den vystupovala se skeči v divadle Teatro Garibaldi a v noci účinkovala ve varieté v kabaretech. V roce 1930 se stala součástí společnosti Roberta Sota. S ním se zúčastnila úspěšného půlročního turné s revue Así es México po Kubě a Střední Americe.
V roce 1932 byla součástí operetní a zarzuelové společnosti Maríi Conesy a později přešla k podniku Luise Mendozy Lópeze. 
S Enriquem Rosasem a jeho souborem absolvovala turné po jihozápadě Spojených států, kde vystupovala ve velkých divadelních centrech pro španělsky mluvící obyvatele, jako jsou Los Angeles a San Francisco v Kalifornii a El Paso a San Antonio v Texasu. Navštívila také řadu pohraničních měst, mezi nimi Calexico v Kalifornii a Brownsville v Texasu.
Její práce ve filmu jí nebránila pokračovat v divadelních aktivitách. Zahrála si ve filmi Asesinato en los estudios (1944) režiséra Raphaela J. Sevilly, což byl jeden ze snímků, v nichž hrál slavný kouzelník a iluzionista David T. Bamberg, známý jako Fu-Manchú.
Díky své postavě, osobnosti a výraznému obličeji byla ideální pro role remcajících nebo zlomyslných postav, často služek, nebo čarodějnic, například v komediálních filmech Vino el remolino y nos alevantó (1949) a Qué perra vida (1962). Účastnila se i natáčení klasických dramat, jako Cárcel de mujeres (1950).

## Smrt
Dne 6. února 1964 zemřela Carriles v Ciudad de México ve věku 50 let. Její tělo bylo pohřbeno v sekci Národní asociace herců (ANDA) na hřbitově Panteón Jardín, který se nachází ve stejném městě.